# کیینس
کیینس (انگلیسی: Keyence) شرکت الکترونیک ژاپنی است، که در زمینه تولید تجهیزات خودکارسازی، نیم‌رساناها، تجهیزات بیوتکنولوژی و آزمایشگاهی فعالیت می‌کند.
تولید بدون ساخت
شرکت کیینس در سال ۱۹۷۴ تأسیس شد. دفتر مرکزی این شرکت در شهر اوساکا، ژاپن قرار دارد و بخشی از سهام آن در بازارهای بورس توکیو و بورس اوساکا معامله می‌شود.